# Jolie Brise
Jolie Brise ist ein gaffelgeriggter Kutter, der als Lotsenboot vom Yachtkonstrukteur Alexandre Pâris entworfen und von der Werft Albert Paumelle in Le Havre gebaut wurde. Nach dem Stapellauf wurde das Schiff kurz nur als Lotsenboot genutzt, da man begann, dampfgetriebene Lotsenboote einzusetzen. Jolie Brise wurde dann auf dem Atlantik zum Thunfischfang genutzt, da ihr breites und flaches Deck dazu ideal war.
Commander Evelyn George Martin kaufte das Schiff 1923 und überholte es gründlich. Im Jahr 1925 gewann er mit Jolie Brise als einer von sieben Teilnehmern das erste Fastnet Race. 1927 verkaufte er das Boot über eine Anzeige in der Zeitschrift Yachting World an Captain Warren Ferrier und seinen Partner Dr. Brownlow Smith. Eine Maschine und eine Kajüte wurden von den neuen Eignern auf der Morgan Giles’ Werft in Teignmouth eingebaut.
Bobby Somerset, ein Gründungsmitglied des Royal Ocean Racing Club erwarb das Boot im Jahr 1928. Nach mehrmaligen Teilnahmen an dem Fastnet Race, Bermuda Race und Santander Race verkaufte er es vier Jahre später an Leutnant John Gage. Mit den erneuten Siegen im Fastnet Race 1929 und 1930 ist Jolie Brise bislang das einzige Boot, die dieses Langstreckenrennen drei Mal gewinnen konnte.
John Gage behielt Jolie Brise nur kurz und verkaufte sie 1934 an den Amerikaner Stanley Mortimer, der auf einer Werft in Palma hauptsächlich Umbauten im Unterdeckbereich vornehmen ließ. Außerdem wurde ein Gardner-Dieselmotor in Marseille eingebaut.
Jolie Brise wurde danach im Mittelmeerraum gesegelt und kam mit Kriegsbeginn zurück nach Southampton, wo sie zum Verkauf stand. William Stannard erwarb das Boot, das aber von der Royal Navy beschlagnahmt wurde und während des Zweiten Weltkrieges in Shoreham festlag. 1945 wurde es von einem Konsortium, geleitet von Lillian und Jim Worsdell, gekauft und der Name in Pleasant Breeze geändert.
1946 sollte das Boot nach Neuseeland überführt werden, da der Royal Bermuda Yacht Club angeboten hatte, es zu kaufen, wenn es ihr Ziel erreichte. Die Reise musste in Lissabon wegen Problemen abgebrochen werden. Dort wurde das Boot von einem Konsortium unter Leitung von Luis Lobato gekauft, repariert und erneut restauriert. Es bekam seinen alten Namen Jolie Brise zurück. Für die nächsten 30 Jahre wurde Lissabon der Heimathafen. Im Jahr 1975 kehrte es wegen der ungewissen politischen Situation in Portugal zurück auf den Solent, 50 Jahre nach dem ersten Fastnet-Race-Sieg.
Im Jahr 1977 wurde Jolie Brise von dem Exeter Maritime Museum und International Sailing Craft Association übernommen, 2003 an den Dauntsey’s School Sailing Club verkauft und seitdem als Ausbildungsschiff genutzt.
Jolie Brise fiel 2012 die Ehre zu, als herausragendes Schiff während des Höhepunktes der Ehrungen zum Diamantenen Thronjubiläum von Königin Elizabeth II. an der Parade von 1000 Schiffen auf der Themse, der Thames Diamond Jubilee Pageant, teilzunehmen. Sie segelte aufgrund ihrer Größe nicht innerhalb der Schiffsflotte, sondern ankerte mit anderen Yachten bei den St. Katharine Docks.